# Paolo Torre
Paolo Torre (Pietrasanta, 26 novembre 1976) è un ex pallavolista italiano, di ruolo palleggiatore.

## Carriera
La carriera di Paolo Torre inizia nel 1993 nelle giovanili del Volley Gonzaga Milano: nella stagione 1994-95 viene promosso in prima squadra, facendo il suo esordio in Serie A1. Nella stagione 1995-96 viene ingaggiato dal Cuneo VBC, dove resta per due annate, vincendo la Coppa Italia 1995-96, la Coppa CEV 1995-96, Coppa delle Coppe 1996-97, oltre ad una Supercoppa europea ed una Supercoppa italiana.
Dal 1997 al 2000 disputa il campionato di Serie A2 vestendo la maglia della Pallavolo Catania, del Volley Latina e della Virtus Volley Fano e proprio con quest'ultima squadra vince la Coppa Italia di Serie A2 1999-00: il 28 luglio 1999 fa il suo esordio nella nazionale italiana in una partita contro l'Ucraina.
Nella stagione 2000-01 ritorna a Cuneo, in Serie A1, mentre in quella successiva è nuovamente a Latina, sempre in massima divisione, dove resta per quattro annate; nel 2003, con la nazionale, vince la medaglia di bronzo alla World League.
Per il campionato 2005-06 gioca nel Cagliari Volley, mentre in quello 2006-07 è al Volley Lupi Santa Croce, in serie cadetta, dove resta per due stagioni. Nella stagione 2008-09 si trasferisce all'estero, in Spagna, ingaggiato dal Club Voleibol Pòrtol di Palma di Maiorca, con cui vince la Supercoppa spagnola: tuttavia a metà stagione rientra in Italia, nel Top Volley di Latina, in Serie A2, vincendo la Coppa Italia. Nella stessa divisione resta anche nel campionato successivo, giocando per l'Olympia Volley Massa.
Nella stagione 2010-11 si accasa New Mater Volley di Castellana Grotte, con cui a fine campionato guadagna la promozione in Serie A1, oltre alla vittoria della Coppa Italia di categoria. Nella stagione 2012-13 viene ingaggiato dall'Altotevere Volley di San Giustino, mentre in quella successiva è al Marconi Volley Spoleto, in Serie B2. Resta nella stessa categoria anche nella stagione successiva, giocando però con l'Invicta Volleyball di Grosseto, dove resta per due annate, conquistando la promozione in Serie B1 che disputa con la stessa squadra nella stagione 2015-16.
Svincolato dalla società toscana, torna in campo a metà campionato 2016-17 grazie all'ingaggio da parte dell'Atlantide Pallavolo Brescia, in Serie A2: al termine della stagione si ritira dall'attività agonistica.

## Palmarès

### Club
- Coppa Italia: 1

1995-96
- Supercoppa italiana: 1

1996
- Supercoppa spagnola: 1

2008
- Coppa Italia di Serie A2: 3

1999-00, 2008-09, 2011-12
- Coppa delle Coppe: 1

1996-97
- Coppa CEV: 1

1995-96
- Supercoppa europea: 1

1996